# Juan Alfonso Valle
Juan Alfonso Valle (ur. 1 stycznia 1905, zm. ?) – peruwiański piłkarz, grający na pozycji pomocnika. 

## Kariera piłkarska
Przez całą swoją karierę grał w klubie Circolo Sportivo Italiano.
W 1930 został powołany przez trenera Francisco Bru na Mistrzostwa Świata. Podczas tego turnieju nie wystąpił w żadnym spotkaniu. Nie był też powołany na żaden turniej z cyklu Copa América.